# Horst Birr
Horst Birr (geboren 17. Februar 1912 in Leipzig; gestorben 18. Oktober 1943 in Berlin) war ein deutscher Schauspieler. Seine Lebensgefährtin war Hertha Jische (Jicha) (geboren 3. Juni 1912 in Hamburg; gestorben um den 18. Oktober 1943 in Berlin), Kabarettistin.

## Leben
Horst Birr machte seine schauspielerische Ausbildung in Leipzig ab dem 1. Juni 1929. 1930/1931 war er am Alten Theater Leipzig und 1931–1933 bei der Sächsischen Landesbühne Leipzig engagiert. Zum 1. November 1932 trat Birr der NSDAP bei (Mitgliedsnummer 1.377.053). Neben seiner Schauspielerei arbeitete Birr auch als Komiker an Theatern und Kabaretts. 1933 verzog er nach Berlin. Am 18. Juni wurde Birr als Mitglied in die Reichsfilmkammer, eine Abteilung der Reichskulturkammer, aufgenommen. Die Mitgliedschaft in der Reichskulturkammer war im Dritten Reich Voraussetzung für eine Tätigkeit beim Film und auch beim Theater. Von 1934 bis 1941 wirkte Birr in 40 Filmen mit, immer in markanten kleinen Nebenrollen, in denen er Schüler, Diener, kleine Angestellte und später auch Soldaten verkörperte – junge Männer, die sich trotz der Bedeutungslosigkeit ihrer sozialen Stellung Pragmatismus, Munterkeit und ein kesses, schnodderiges Mundwerk bewahren. 
Neben seiner Filmarbeit war Birr weiterhin an Berliner Theatern engagiert: 1933/1934 spielte er am Varietétheater Plaza, 1935/1936 spielte er am Theater und an der Komödie am Kurfürstendamm, 1939/40 am Renaissance-Theater, 1941/1942 bei der Gastspieldirektion Horst van Diemen. Um 1942 wurde Birr zur Wehrmacht eingezogen und wurde nach kurzem Einsatz als Flaksoldat zur Wehrmachtsbetreuung freigestellt. 1943/1944 war er an der Berliner Soldatenbühne  engagiert. Laut Exil- und Theaterforscher Frithjof Trapp, der seine Angaben teilweise aus Unterlagen des Berlin Document Center gewann, war Birr zuletzt Leiter der „Bunkergruppe Horst Birr“. Mit dieser und seiner damals in Worpswede lebenden Lebensgefährtin wurde Birr vom 2. Oktober bis zum 1. Dezember 1943 für eine Tournee nach Norwegen verpflichtet. Mitte Oktober erhielt Birr den Befehl nach Berlin zurückzukehren. Die Gestapo hatte herausgefunden, dass Birr „Halbjude“ war. Es hieß, er habe dies in „»betrügerischer Weise verschwiegen« und sich dadurch Eingang in die Reichskulturkammer und in die NSDAP verschafft“. Als Birr mit seinem Ensemble nach Berlin zurückgekehrt war (sein Ensemble kehrte am 16. Oktober zurück), meldete er sich nicht wie vorgeschrieben bei seiner Militärdienststelle. Am 15. Oktober 1943 verfasste er einen Abschiedsbrief. Dieser enthielt folgende Mitteilungen: 
„Ich sitze jetzt in meiner Wohnung nachdem ich von der Tournee zurückgerufen wurde. Die Gestapo behauptet, das ich Halbjude sei. Ich soll deswegen vor ein Kriegsgericht. Ich bin unschuldig, aber um all diesen Dingen zu entgehen, komme ich diesen Herren zuvor.“
Am 18. Oktober beging Birr zusammen mit seiner Lebensgefährtin Suizid. Hertha Jische wurde nach Polizeiangaben noch lebend vorgefunden und verstarb kurz danach in einem Berliner Krankenhaus.

## Filmografie
- 1934: Musik im Blut
- 1934: Pechmarie
- 1934: Spiel mit dem Feuer
- 1934: Herr Kobin geht auf Abenteuer
- 1934: Eine Siebzehnjährige
- 1934: Herz ist Trumpf
- 1935: Alle Tage ist kein Sonntag
- 1935: Leichte Kavallerie
- 1935: Liebeslied
- 1935: Die lustigen Weiber
- 1936: Der Raub der Sabinerinnen
- 1936: Savoy-Hotel 217
- 1936: Boccaccio
- 1936: Männer vor der Ehe
- 1936: Die Nacht mit dem Kaiser
- 1936: Klein aber mein
- 1937: Der Hund von Baskerville
- 1937: Ritt in die Freiheit
- 1937: Steppke
- 1937: Krach und Glück um Künnemann
- 1937: Der Musikant von Dornburg
- 1937: Sieben Ohrfeigen
- 1937: Zu neuen Ufern
- 1937: Pan
- 1937: Heimweh
- 1938: Es leuchten die Sterne
- 1938: Der unmögliche Herr Pitt
- 1938: Schwarzfahrt ins Glück
- 1938: Gastspiel im Paradies
- 1938: Liebelei und Liebe
- 1938: Nanon
- 1938: Napoleon ist an allem schuld
- 1939: Zwischen Strom und Steppe
- 1939: Frau am Steuer
- 1939: D III 88
- 1939: Das Gewehr über!
- 1939: Ein ganzer Kerl
- 1940: Angelika
- 1940: Der Fuchs von Glenarvon
- 1940: Meine Tochter tut das nicht
- 1940: Die 3 Codonas
- 1940: Das leichte Mädchen
- 1941: Kampfgeschwader Lützow
- 1941: Sechs Tage Heimaturlaub